# Омотач тетиве
Омотач тетиве (лат.vagina synovialis tendinis, vagina synovialis tendinum) танка је овојница око тетиве испуњен синовијом.

## Функција
Омотач тетиве, попут бурзе, има заштитну функцију и смањују трење. Настају на местима где тетиве прелазе преко зглобова са повећаном напетошћу, посебно у пределу дугих тетива мишића подлактице.

## Грађа
Структура омотача тетиве је слична оној у зглобној капсули или бурзи. Код човека разликује спољашњи влакнасти слој  (слој везивног ткива) и унутрашњи синовијални слој (синовијални лист омотача теиве).
Влакнасти слој  је чврсто повезан са околином. Синовијални слој чини двоструку ламелу, чији је спољашњи слој повезан са слојем везивног ткива, а унутрашњи слој са тетивом. 
Прелазна тачка између зида и листа тетиве је мезотендинеум, који може регресирати у одељцима; преостали остаци се тада називају винкула. 
Између два листа постоји отвор који је испуњен малом количином вискозне течности, синовија због своје сличности са беланцетом и производ је синовијалног слоја омотача тетиве. 

## Патолошке промене
Патолошке промене у овојници тетива су у медицини познате као тендовагинопатије . Прекомерна употреба тетива или убодне повреде овојнице тетиве могу довести до тендонитиса ( тендовагинитиса ), што је веома болно. Најчешће стање код спортиста је де Кервенов тендовагинитис , који захвата заједничку тетиву мишића абдуцтор поллицис лонгус и екстензор поллицис бревис. Фибром овојнице тетивеје ретка бенигна адхезија на или близу тетиве или омотача тетива. Најчешће се јавља у тетивним овојницама флексора прстију, добро је размакнута и није примарно болна.